# География Бутана
Бутан (Короле́вство Бута́н) — государство в Азии, граничащее с Китаем и Индией. Местоположение Бутана ― южный склон Больших Гималаев, самые высокие вершины которого доходят до 7000 метров. Высочайшая точка страны — Кула-Кангри(Kulha Gangri) (7538 м).
В зависимости от того, где расположен тот или иной регион, территория Бутана находится в различных географических зонах: от высокогорных областей до субтропических джунглей. В центре Бутан разделён Чёрными Горами, которые также являются водораздельным хребтом.

## Территория
Площадь страны 47 000 км². Бутан обладает крупными гидроэнергетическими ресурсами, имеет достаточно обширные запасы полезных ископаемых: медь, мрамор, цинк, уголь, свинец, железная руда и другие. Экспорт: карбид кальция, древесина, цемент, тальк, дистиллированный спирт, фрукты и овощи.
Территория страны разделена на три природные зоны: 
- низменности (граница Бутана с Индией);
- Нижние Гималаи (центральные регионы);
- массивные гималайские вершины (сосредоточены вдоль северной границы страны с Китаем).

Бутан — одна из самых труднопроходимых горных местностей мира, высота его территорий меняется от 160 до 7000 м над уровнем моря. Высочайшая точка Бутана — гора Кула-Кангри (Kulha Gangri) высотой 7538 м располагается на севере страны, на границе с Китаем. Вторая высочайшая точка — Джомолхари (Chomo Lhari) высотой 7050 м находится у долины Чумби (Chumbi). В стране насчитывается 19 горных пиков, превышающих высоту 7000 м. На севере бутано-китайской границы возвышаются заснеженные гималайские пики высотой более 7500 м, на вершинах которых властвует арктический климат. На юге территория Бутана почти подходит к реке Брахмапутре. Выход к реке пролегает через коридор, проходящий по штату Ассам, принадлежащий Индии.

## Топография
Границы Бутана

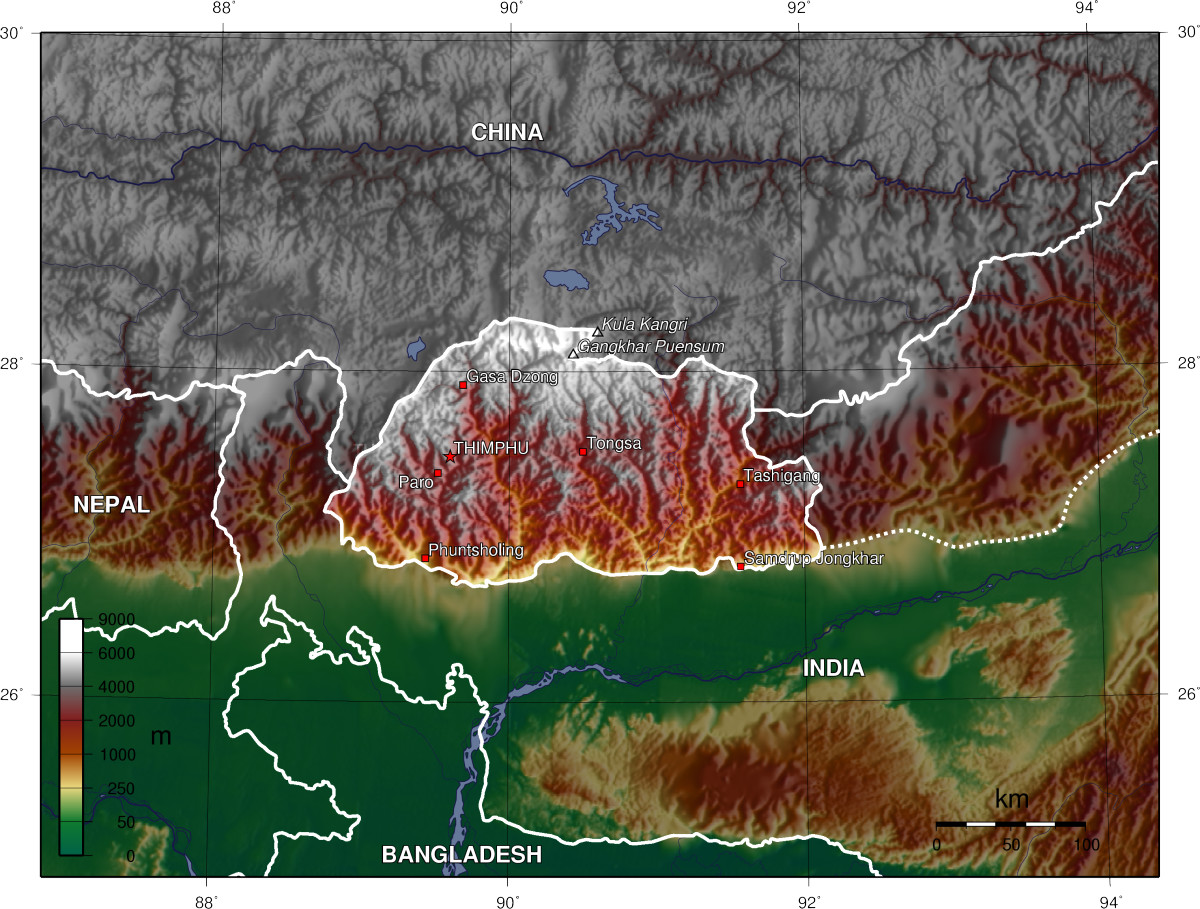
Топографическая карта Бутана

Западная граница Королевства Бутан совпадает с индийским штатом Сикким (1975 бывшее независимое королевство), на востоке Бутана находится штат Аруначал-Прадеш, на юге — штат Ассам (в котором уже много лет идёт гражданская война), на юго-западе страна граничит с Западной Бенгалией.
Протяжённость границы с Китаем на севере и северо-западе составляет 470 км; протяжённость границы с Индией (со штатом Сикким на западе), Западной Бенгалией на юго-западе, Ассамом на юге и юго-востоке и Аруначал-Прадеш на востоке составляет 605 км. Индийский штат Сикким (территория шириной 88 км) отделяет Бутан от Непала, а индийский штат Западная Бенгалия — от Республики Бангладеш (причём расстояние от Бутана до Бангладеш всего 60 км).
Расстояние между восточной и западной границей Бутана — 300 км, между северной и южной — 170 км.
Государственную территорию страны разделяют долины притоков реки Брахмапутры.
Географические зоны
В зависимости от того, где расположена та или иная местность, территория Бутана имеет различные географические зоны: от высокогорных до субтропических джунглей. В центре Бутан разделён Чёрными Горами, которые также являются водораздельным хребтом. На юге территория Бутана почти подходит к реке Брахмапутре. Выход к реке пролегает через ассамский коридор (Коридор Силигури), принадлежащий Индии.
Восточный Бутан разделён южными вершинами горной системы Донга. В западной части Бутана находятся плодородные культивируемые долины и основные водохранилища страны. Возвышенность Сивалик, Ю или Чёрные Горы, предгорья Гималаев покрыты лесами, аллювиальными речными долинами и горами высотой до 1500 м над уровнем моря. Возвышенность спускается к морю, образуя субтропическим равнинам — так называемым дуарами. Большая часть равнин расположена в Индии, но они проникают и внутрь Бутана, заходя на территорию страны на глубину до 15 км. Равнины в Бутане состоят из 2 частей: северной и южной.
Северная часть — пересечённая местность с сухой пористой землёй и обильной растительностью. Южная часть — плодородные земли, поросшие высокими травами и обширными джунглями. На равнине выращивается рис и другие зерновые культуры.

## Климат
Климат Бутана варьируется в зависимости от высоты местности и, как и на большей части Азии, находится под влиянием муссонов: на севере страны почти круглый год идёт снег; запад подвержен муссонам; восточная и центральная части засушливы; на юге субтропический климат, растут густые леса. В целом климатическая обстановка в стране соответствует мягкой континентальной зоне.
Температура региона зависит от того, на какой высоте над уровнем моря он находится. Так, в Тхимпху, находящемся на высоте 2200 м над уровнем моря в западной части страны, в июне—сентябре температура 15—26 °C, но в январе она понижается до −4°C, а иногда и до −16°C. Центральная часть страны — зона прохладного умеренного климата. На юге страны из-за жаркого, влажного климата круглогодичная температура составляет +15—30°C, при этом температура летом в долинах достигает иногда +40°C.
Годовой уровень осадков также зависит от местоположения района. В северной части Бутана в год выпадает только 40 мм осадков — в основном, в виде снега. В центральном районе с умеренным климатом годовой уровень осадков составляет около 1000 мм. На юге (в зоне субтропиков) выпадает до 7800 мм в год. В западной части страны из-за муссонных ветров выпадает 60—80 % всех осадков. С декабря по февраль — сухой зимний период. В это время выпадает 20 мм осадков в месяц. В августе уровень осадков достигает 650 мм.
Весна в Бутане длится с марта до середины апреля. Летние дни начинаются в середине апреля, когда дожди — большая редкость. Сезон муссонных дождей на юго-западе — это июль—сентябрь. Высокий уровень осадков на юге страны объясняется тем, что муссоны задерживаются Гималаями. Осень длится с конца сентября по конец октября—ноября. С ноября по март длится морозная и снежная (на высоте от 3000 м) зима.

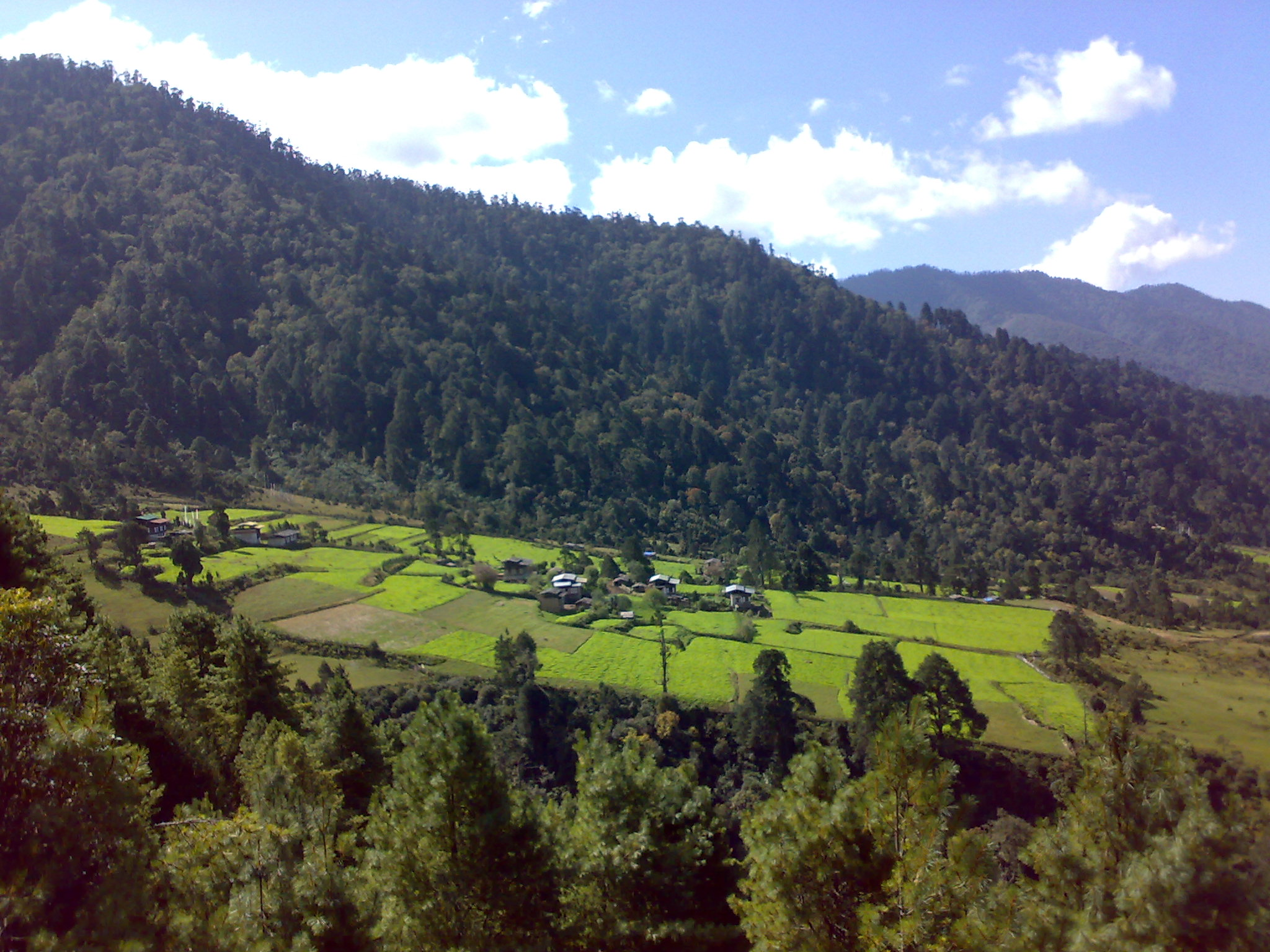
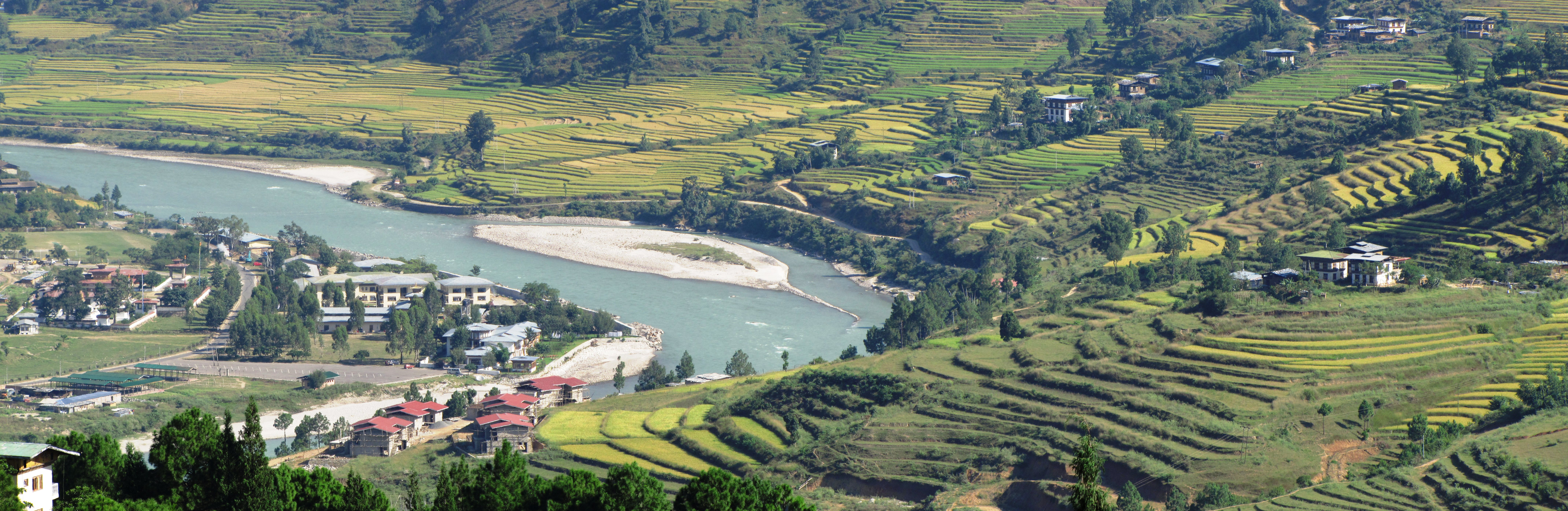
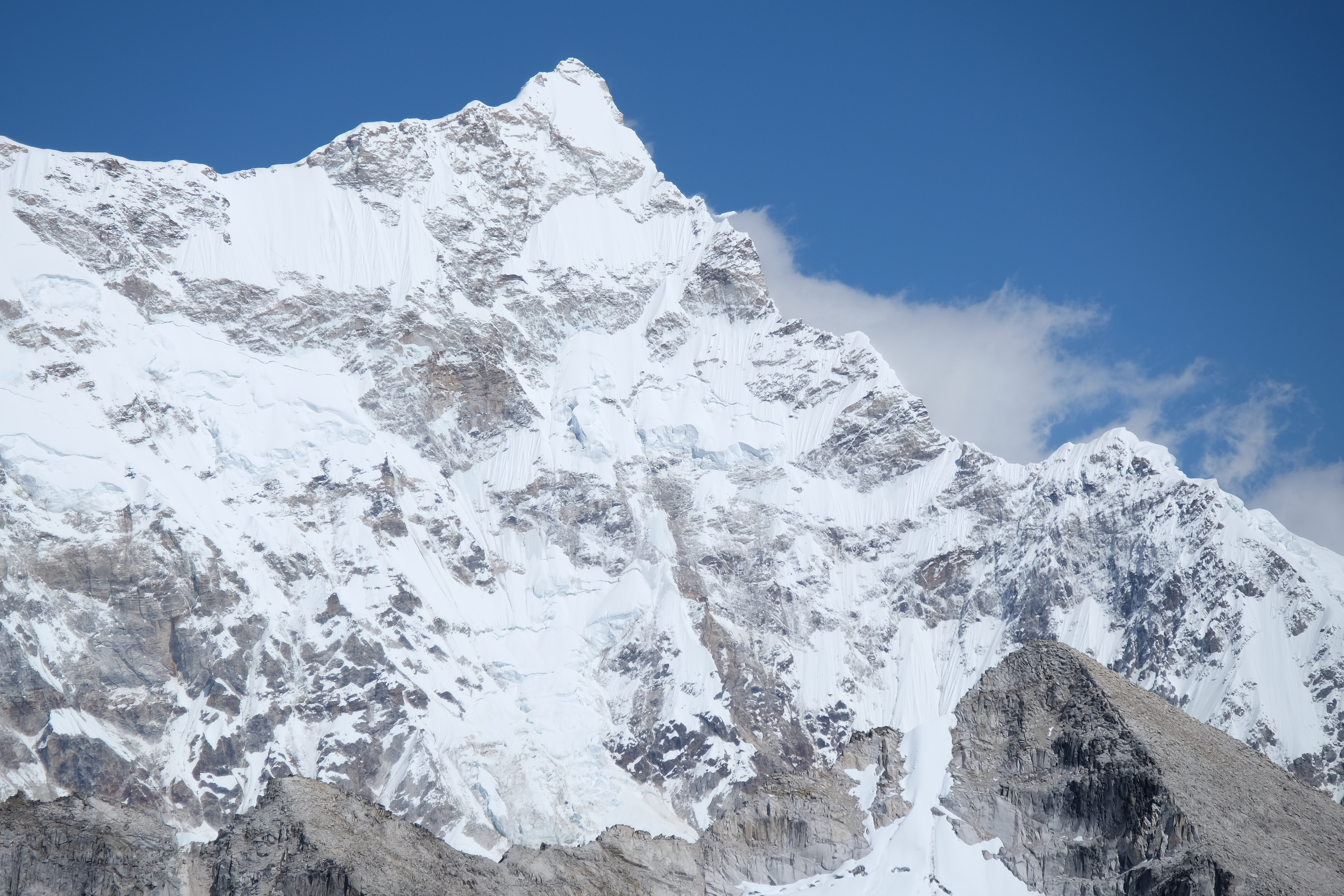
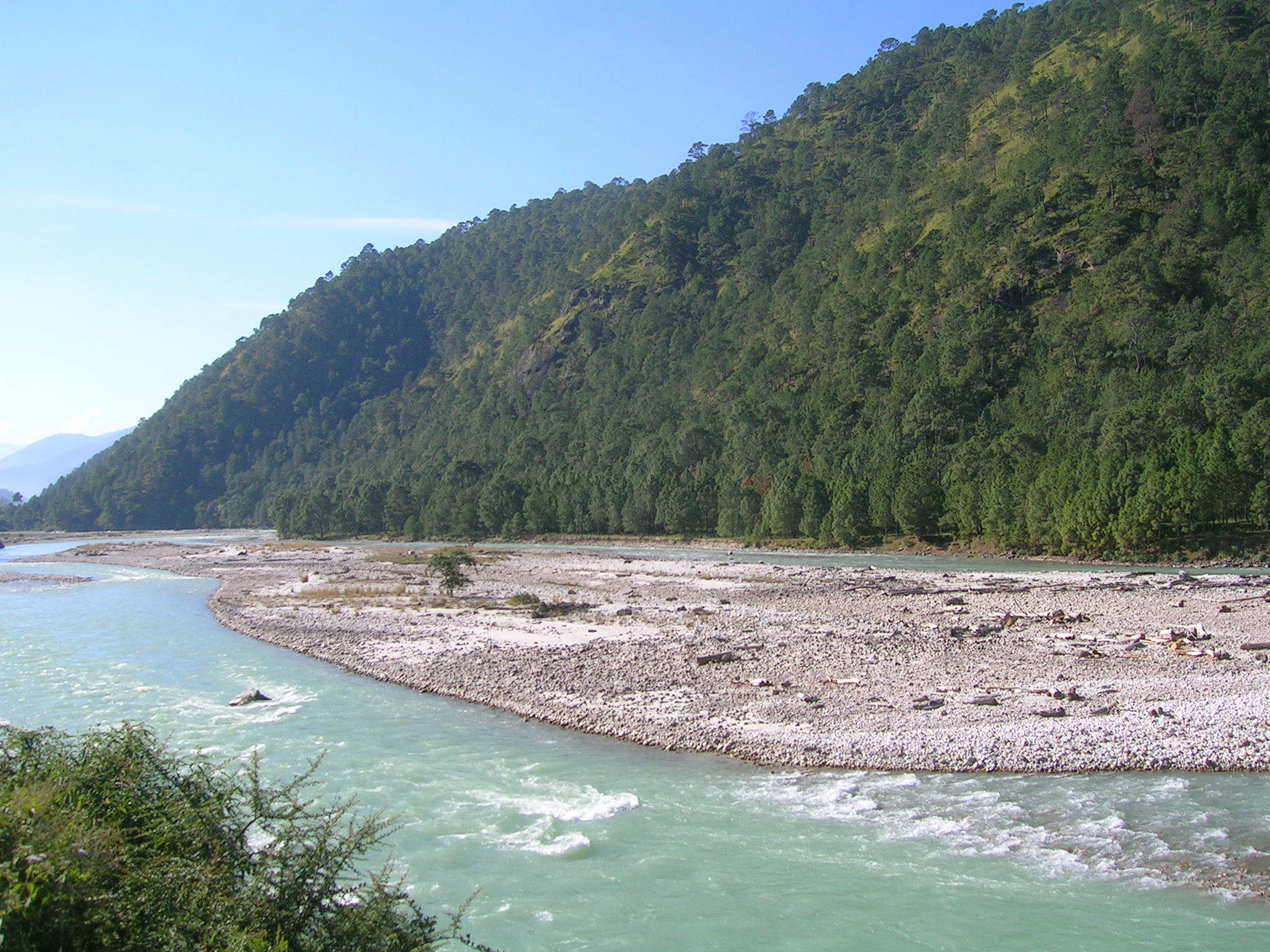
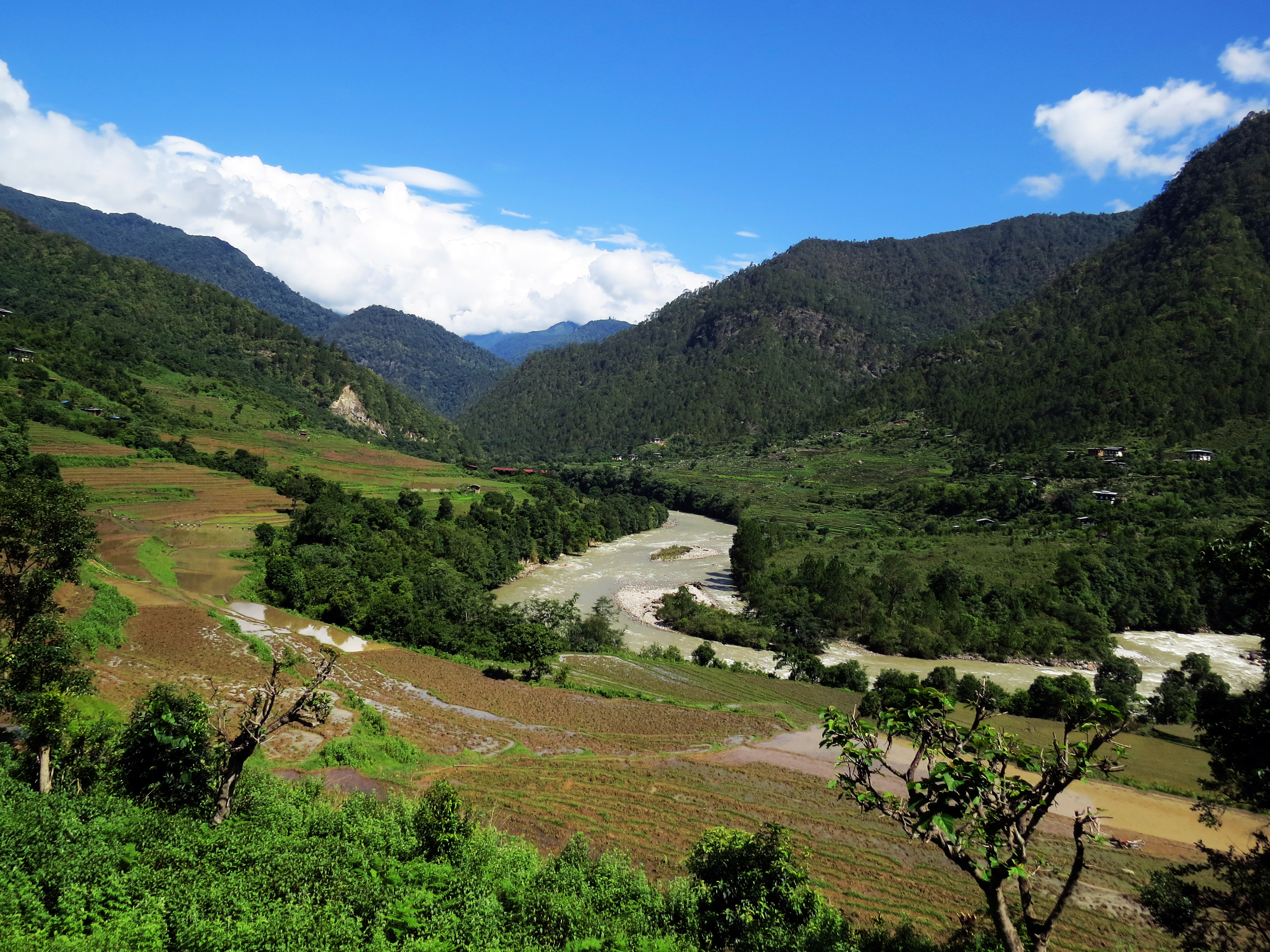
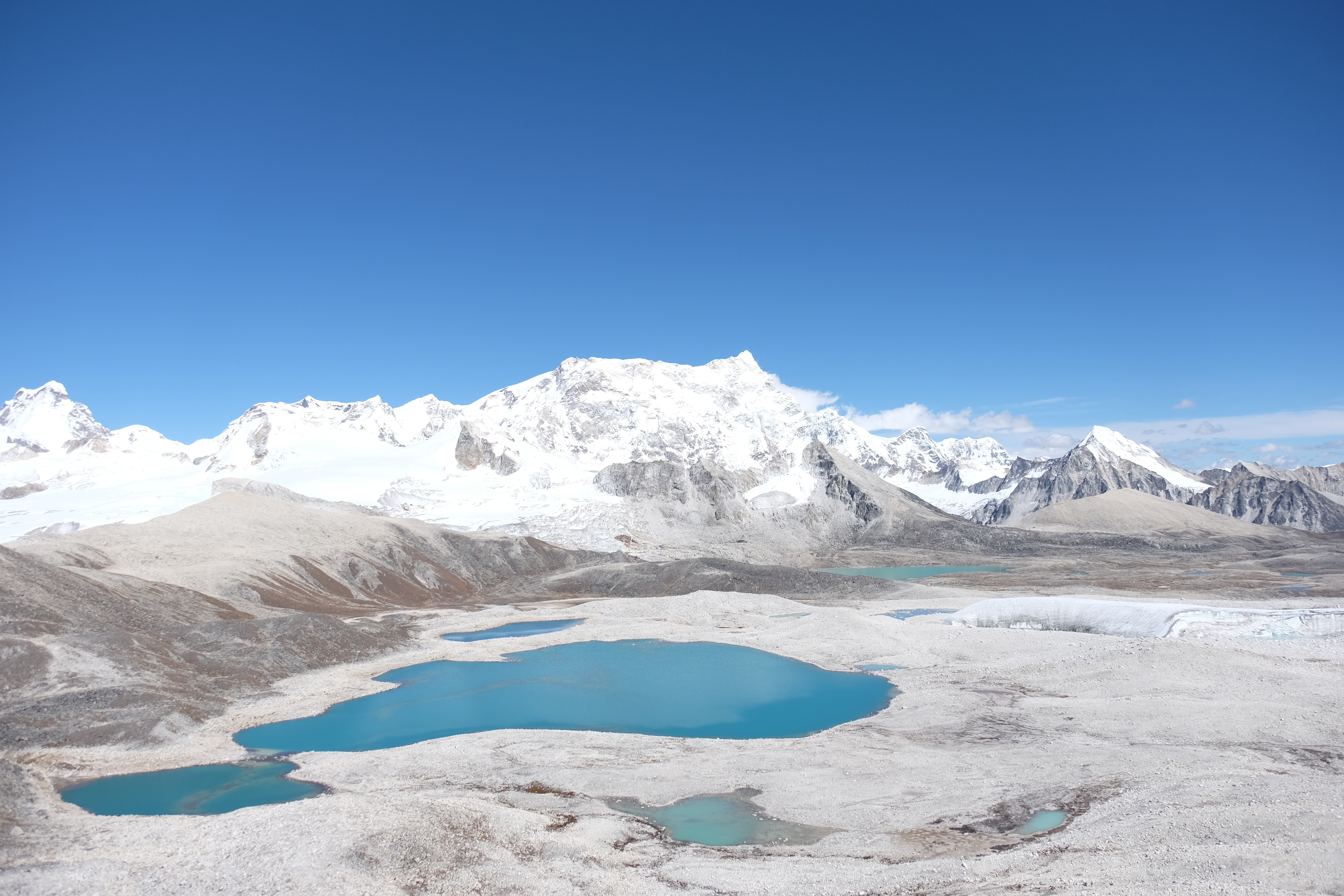
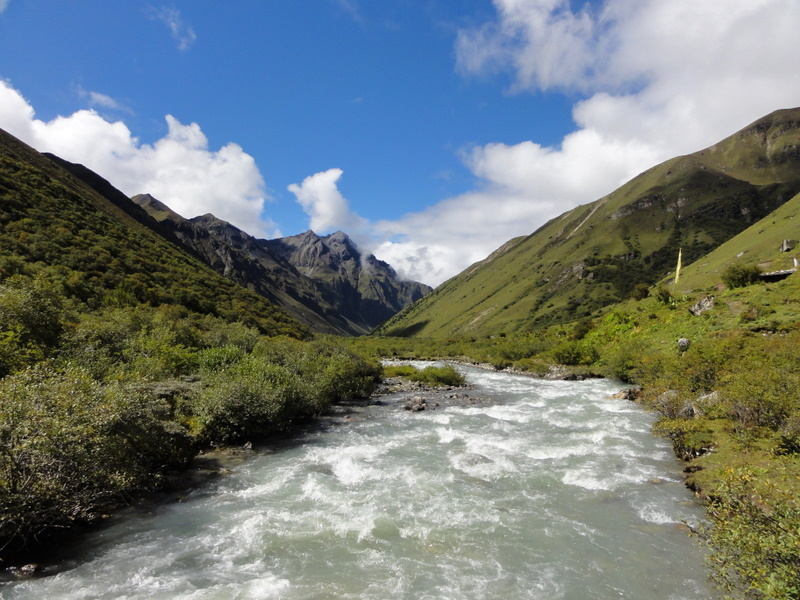
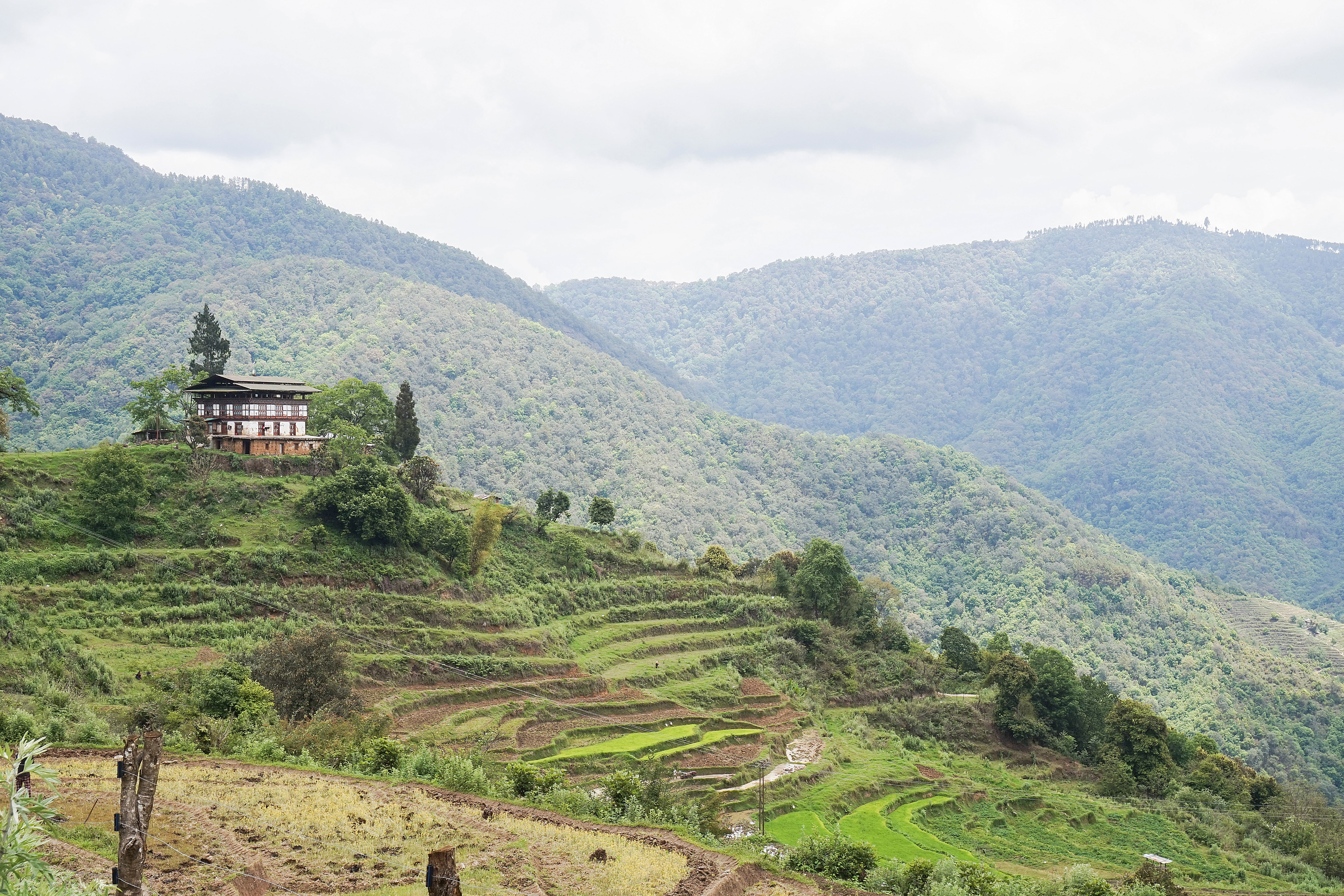

## Речные системы
В Бутане протекает множество горных рек, они не судоходны, но предоставляют жителям страны хорошие условия для ирригационных сетей сельскохозяйственного назначения, а также обеспечивают электроэнергией. Чёрные Горы в центральной части Бутана образуют естественный водораздел между двумя главными речными системами страны: Мо и Дрангме. Высота горных вершин Чёрных Гор — 1500—2700 м над уровнем моря способствует тому, что большинство рек в стране — бурные горные реки, пробивающие горные ущелья. В Бутане четыре главные речные системы: Дрангме, Санкош (или Пуна-Цанг), Ванг-Чу (или Чинчу) и Амо. Все они берут своё начало в Гималаях, а затем, протекая в южном направлении через долины (дуары), впадают в реку Брахмапутра, которая, в свою очередь, впадает в Ганг. 
Самая длинная речная система в Бутане — Дрангме, которая течёт в индийский штат Аруначал-Прадеш. В районе долин, дуаров, где сходятся все 8 притоков этой реки, Дрангме имеет название Манас.
320-километровая река Пуна-Цанг (Санкош) часто выходит из своих берегов, как и образующие её реки Мо и Пхо, водоток которых представляет собой ручьи, берущие начало  ледниках и набирающие силу по мере их таяния. Они текут в южном направлении к городу Пунакха, где соединяются, образуя реку Пуна-Цанг, которая, в свою очередь, течёт дальше на юг, в индийский штат Западная Бенгалия. Многочисленные притоки реки Ванг-Чу длиной 370 км берут начало в Тибете. Ванг-Чу течёт на юго-восток через западную часть Бутана и в дальнейшем проходит через равнины и далее также течёт в индийском штате Западная Бенгалия. Самая маленькая речная система страны — Торса, известная как Амо в северной части, также берёт начало в Тибете и заканчивает путь в Индии.

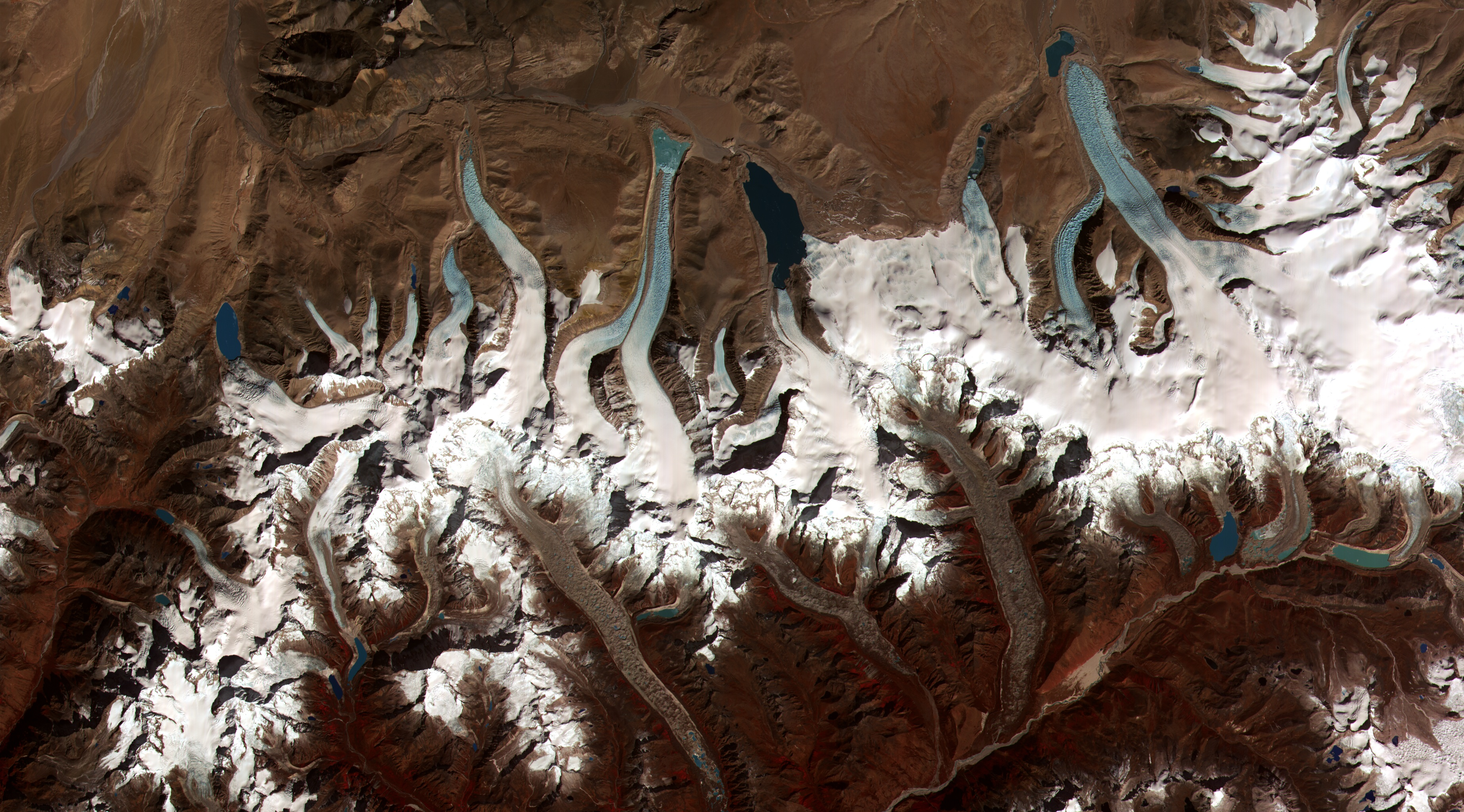
Ледники Бутана

### Ледники
Основная статья: Ледники Бутана
Ледники в северном Бутане занимают 10 % всей территории страны и являются важным источником воды в реках Бутана. Это миллионы тонн пресной воды, поэтому также они часто становятся бедствием для населения во время летнего таяния, переполняя реки и вызывая наводнения.

## Флора и фауна
Флора
Бутан известен своими контрастами. В долинах горных рек можно наблюдать цветущие бананы, в центральной части ― леса, а на севере ― вечные снега на вершинах Гималаев. В основном, в стране растут лиственные вечнозеленые и листопадные деревья, есть хвойные леса. Выше 4000 м расположены высокогорные луга.
Фауна
В стране разнообразный состав животных: слоны, носороги, тигры, леопарды, дикие быки, обезьяны, мускусные олени, гималайские медведи, лисицы. Также водится много змей.